# Rusko na Letních olympijských hrách 1912
Rusko na Letních olympijských hrách 1912 ve švédském Stockholmu reprezentovalo 163 mužů. Nejmladším účastníkem byl Georgij Baimakov (18 let, 36 dní), nejstarší pak Amos Kash (44 let, 16 dní). Reprezentanti vybojovali 5 medailí, z toho 2 stříbrné a 3 bronzové.

## Medailisté
| Medaile | Jméno | Sport             | Disciplína                   |
| ------- | --- | ----------------- | ---------------------------- |
| Stříbro | Amos Kash Nikolai Melnitsky Pavel Voyloshnikov Grigori Panteleimonov                                                | Sportovní střelba | družstvo mužů - 30 m pistole |
| Stříbro | Martin Klein | Zápas             | řecko-římský ve střední váze |
| Bronz   | Mart Kuusik | Veslování         | skif                         |
| Bronz   | Esper Beloselsky Ernest Brasche Nikolai Puschnitsky Aleksandr Rodionov Iosif Schomaker Philip Strauch Karl Lindholm | Jachting          | Třída 10 m                   |
| Bronz   | Harry Blau | Sportovní střelba | trap                         |